# 十月三十
十月三十，农历十月第三十天。

## 出生
- 康熙十七年－雍正帝，愛新覺羅氏，諱胤禛，康熙帝第四子，為清兵入關以來的第三位皇帝。

## 参看
- 日历
- 十月廿八 - 十月廿九 - 十月三十 - 十一月初一 - 十一月初二
- 九月三十 - 十月三十 - 十一月三十
- 正月 - 二月 - 三月 - 四月 - 五月 - 六月 - 七月 - 八月 - 九月 - 十月 - 十一月 - 腊月
- 公历10月30日